# Rivière des Marsouins
Pour les articles homonymes, voir Marsouin.
La rivière des Marsouins est un fleuve de l'île de La Réunion. Elle traverse le territoire communal de Saint-Benoît d'ouest en est.

## Géographie

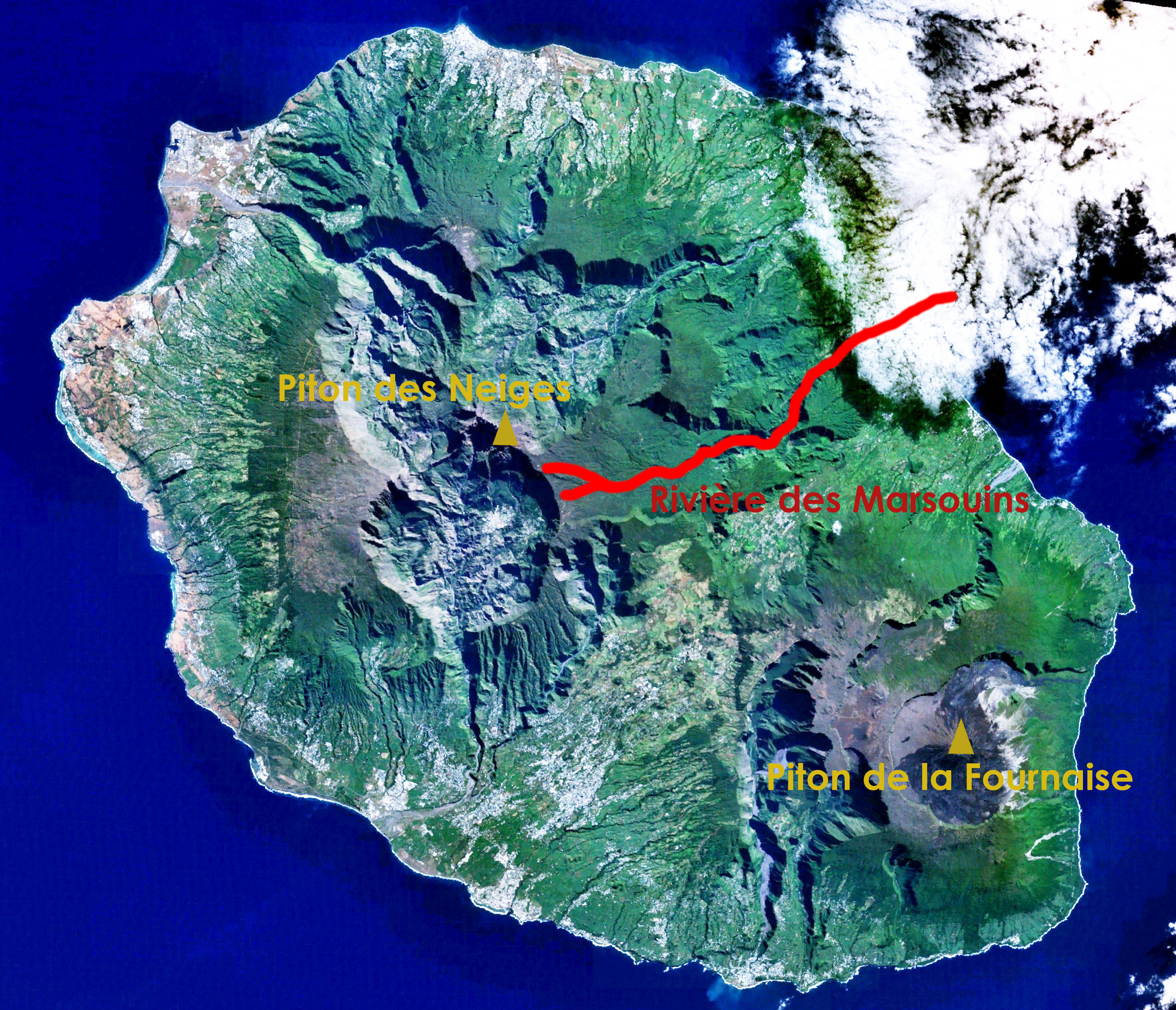
Localisation de la rivière des Marsouins

La rivière des Marsouins prend sa source à 2 492 mètres d'altitude à proximité de Cilaos et se jette dans l'Océan Indien 30 kilomètres plus loin à Saint-Benoit. 
Lors de sa descente vers la route forestière de Bébour-Bélouve, elle est rejointe par une multitude d'affluents qui ne coulent généralement qu'en cas de forte pluie. Peu après le radier de cette route, après avoir traversé la forêt de Bébour, elle rejoint la vallée de Takamaka, son débit est alors accru par le nombre impressionnant de cours d'eau qui la rejoignent, dont un par capture du Bras Patience, et où elle est entrecoupée par les deux barrages de Takamaka : celui de Takamaka I (aussi appelé barrage de Gingembre) en aval et celui de Takamaka II en amont. En amont le bassin des Hirondelles marque le début du cours moyen de la rivière des Marsouins. Elle coule alors sur un fond rocheux basaltique coupé par une suite de cascades hautes de 40 à 50 mètres, se terminant par la cascade Arc-en-Ciel. La dénivellation totale atteint 550 mètres sur un parcours voisin de 4 kilomètres. Après la cascade de l'Arc-en-Ciel la rivière des Marsouins chemine sur plusieurs kilomètres sur une couche alluvionnaire faiblement inclinée.  
Un captage sur le Bras Cabot achemine l'eau de celui-ci, via un tunnel de 865 mètres de longueur et de section 2,3 x 3,2, vers le cours principal de la rivière des Marsouins pour alimenter en partie le barrage de Takamaka I. Bras Cabot et Bras Patience sont les deux affluents principaux de cette rivière: le Bras Patience vient du Coteau Mazerin et se jette dans la rivière des Marsouins en aval du barrage de Takamaka I; le Bras Cabot lui prend sa source au pied du sommet de l'Entre Deux, son cours est parallèle à celui de la rivière des Marsouins avant sa confluence avec celle-ci à la cote 235 qui marque le début du cours inférieur de la rivière des Marsouins.  
Lorsqu'elle sort de la vallée de Takamaka,  la rivière des Marsouins a quasiment atteint son débit moyen. Elle est bordée au nord par la forêt de Villeneuve et la forêt du Piton Papangue et au sud par la forêt du Cratère.  Elle est, par la suite, rejointe par de nombreuses ravines comme le Bras Fouquet, le Bras Canot (9,9 km, avec un bassin versant d'une superficie de 9,3 km2) ou encore le Bras Mussard (9,4 km, avec un bassin versant d'une superficie de 12,9 km2).  Deux îlets sont situés sur le cours aval de la rivière des Marsouins : l’îlet Coco ou Danclas (qui accueille 70 à 80 habitations) et l’îlet Conardel moins étendu et aval de l’îlet Coco.  
À son embouchure, son bassin versant a une superficie de 109 km2. À cet endroit la rivière des Marsouins est relativement exposée aux vents dominants d’alizés (SE) et aux vents cycloniques (>117 km/h). Ces vents et les dépressions cycloniques peuvent avoir une incidence sur les conditions d’écoulement de la rivière des Marsouins en saison cyclonique entraînant une surcote.

## Hydrologie
La rivière des Marsouins est un cours d’eau pérenne, au réseau hydrographique encaissé et aux bassins versants pentus. En termes d’écoulement, ceci se traduit par un temps de montée des eaux très court.
Concernant l’influence de la mer sur l’écoulement de la rivière des marsouins, le niveau aval (surcote) n’influence pas le niveau de la rivière des Marsouins. Quant à la houle elle se fracasse au dernier moment un peu avant le trait de côte compte tenu de la pente très raide des fonds sans vraiment pénétrer le cône de déjection.

### Régime hydrologique
Le régime hydrologique de la rivière des Marsouins est sous l'influence de deux écoulements distincts : 
- d'une part, le débit d'un certain nombre de sources dont les plus importantes jaillissent dans le cours moyen;
- d'autre part, le ruissellement superficiel causé par les fortes précipitations.
Les sources qui apparaissent dans le cours de la rivière des Marsouins lui assurent, en saison sèche, un débit soutenu qui ne décroit que lentement. 
Le ruissellement superficiel qui vient se superposer à l'écoulement précédent est, par contre, de nature essentiellement fugace.
Chaque année on observe une ou deux crues importantes et plusieurs crues secondaires d'une durée n’excédant pas, en général, quelques jours : les premières sont dues le plus souvent aux cyclones qui passent au voisinage de l'île et les secondaires sont provoquées par de petites dépressions ou des orages.

### La rivière des Marsouins à Saint-Benoît
La rivière des Marsouins a été observée 19 ans de 1994 à 2012 à la station 40120100 La Rivière des Marsouins à  Saint-Benoît (Béthléem) à 60 m d'altitude et pour un bassin versant de 81,8 km2.
Le module ou moyenne annuelle de son débit est à  Saint-Benoît de 10,70 m3/s.

### Étiage ou basses eaux
À l'étiage, c'est-à-dire aux basses eaux, le VCN3, ou débit minimal du cours d'eau enregistré pendant trois jours consécutifs sur un mois, en cas de quinquennale sèche s'établit à 4,000 m3/s, ce qui reste très confortable,.

### Crues
Le débit journalier maximal, sur la période d'observation, a été de 428 m3/s le 12 mars 1999 soit 42 fois le module, et la hauteur maximale instantanée a été de 318 cm ou 3,18 m le 14 janvier 2010.
Le débit journalier maximal  ou QJX 2 est de 190 m3/s, le QJX 5 de 280 m3/s et le QJX 10 de 340 m3/s alors que le QJX 20 est de 390 m3/s, les valeurs cinquantennale et centennale n'ont pu être calculées vu la période d'observation de 19 ans.

### Lame d'eau et débit spécifique
La lame d'eau écoulée dans cette partie du bassin versant de la rivière est de 4 145 millimètres annuellement, ce qui est considérable et presque quatorze fois la moyenne en France. Le débit spécifique (Qsp) atteint 130,7 litres par seconde et par kilomètre carré de bassin.

### Caractéristiques particulières du bassin versant

#### Superficie
La superficie du bassin versant de la rivière des Marsouins atteint :
- 26,8 km2 à la côte 703
- 27,5 km2 à la côte 550
- 81 km2 à Bethléem 
- 109 km2 à son embouchure à Saint-Benoît

#### Hypsométrie
À la côte 550 :
- 1,5 % de son bassin versant est situé au-dessus de 2 500 mètres
- 26 % entre 2500 et 2 000 mètres
- 38,5 % entre 2000 et 1 500 mètres
- 27,5 % entre 1500 et 1 000 mètres
- 6,5 % entre 1000 et 500 mètres
À Bethléem :
- 0,4 % au-dessus de 2 500 mètres
- 10,3 % entre 2500 et 2 000 mètres
- 27,3 % entre 2000 et 1 500 mètres
- 40 % entre 1500 et 1 000 mètres
- 13,5 % entre 1000 et 500 mètres
- 8,5 % au-dessous de 500 mètres

### Crues historiques récentes

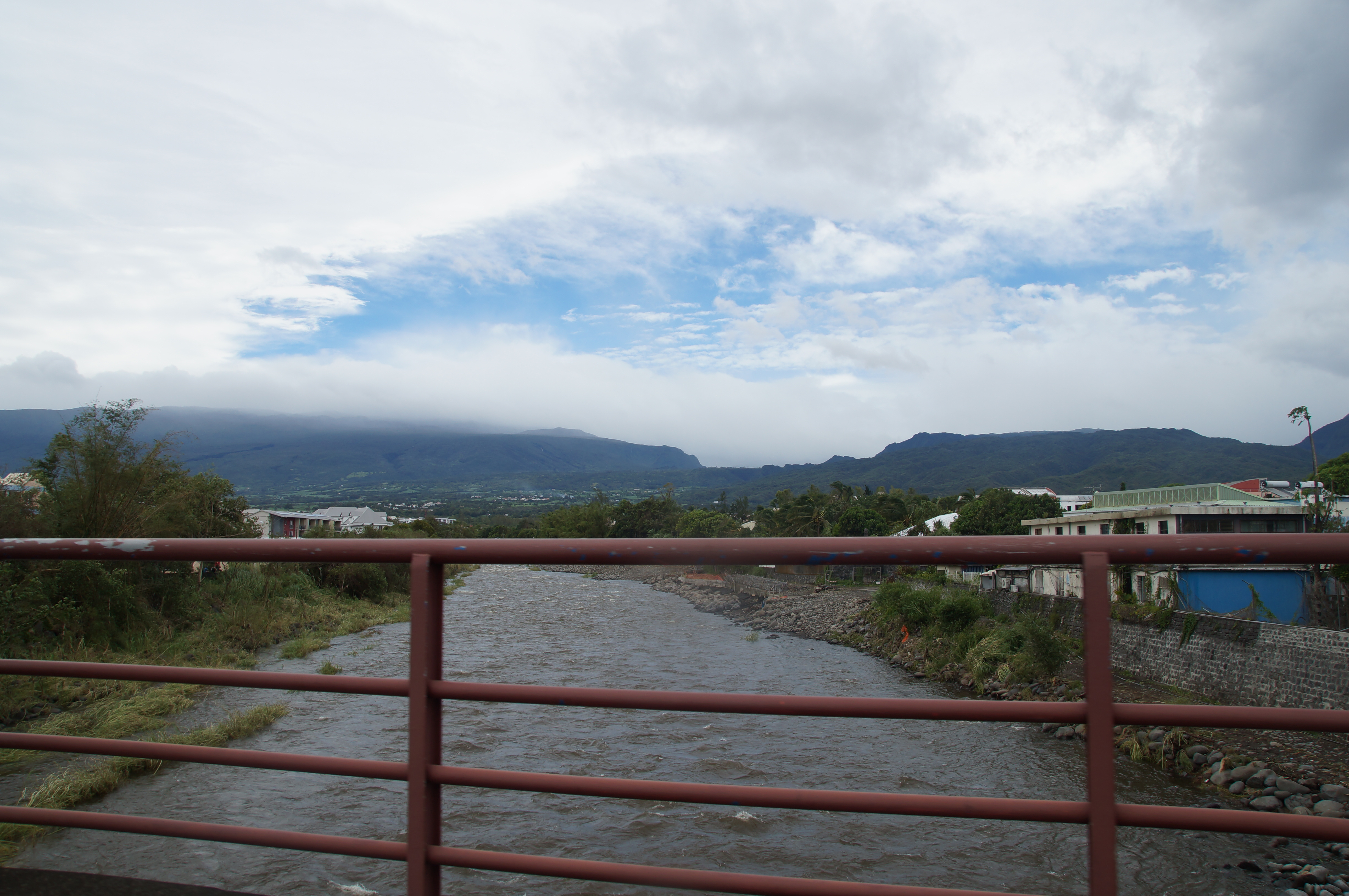
La rivière des Marsouins en crue à la suite du passage du cyclone Bejisa vue du pont du centre-ville de Saint-Benoît.

- Crue de la rivière des Marsouins à la suite du passage du cyclone Colina en 1993 : inondation des maisons de l'îlet Coco sous plus d'un mètre d'eau, débordement à l'aval du stade de l'îlet, inondation de la cité Poivre.
- Crue de la rivière des Marsouins en février 1998 : l'îlet Coco est isolé et une évacuation des habitants par hélicoptère est nécessaire, inondation de l'ancienne maternité et coupure du pont, l'eau arrivant à 50 cm de son tablier.
- Crue de la rivière des Marsouins en 1980 à la suite du passage du cyclone Hyacinthe : un débit de 540 m3 à la seconde mesuré.
- Crue de la rivière des Marsouins en 2007 à la suite du passage du cyclone Gamède : 935 m3 par seconde en débit de pointe.

## Pluviométrie
Situé sur le côté oriental de l'île et soumis de ce fait au choc direct des Alizés, le bassin versant de la rivière des Marsouins représente l'un des secteurs les plus arrosés de l'Île de la Réunion. Sa pluviométrie est contrôlée par les postes suivants : Saint-Benoit (10 m), Beaulieu (10 m), Beaufond (20 m), Grand Bras (170 m), Takamaka (800 m, poste principal qui fonctionne depuis 1948), Plaine des Palmistes (960 m), Hell Bourg (875 m) et Bélouve (1 500 m). Il n'existe aucune station dans les hauts de la rivière des Marsouins.

## Géologie
Le cirque des Marsouins a été creusé principalement par l'érosion dans le massif volcanique du Piton des Neiges. Il a ensuite été comblé partiellement par les coulées de ce même piton. La puissante couverture de coulées de laves basaltiques, que l'on rencontre en surface, est considérée comme perméable en grand. Cette couverture repose sur un substratum basaltique ancien qui se caractérise par l'absence à peu près totale de scories et par une imperméabilité plus grande. Ce substratum fait son apparition au bassin des Hirondelles, se poursuit dans le cours moyen de la rivière et disparaît ensuite sous les laves de surface.  

## Écologie du milieu

### Terrestre

#### Végétation
La répartition des formations végétales est intimement liée au gradient altitudinal de température et à l’exposition « au vent » ou « sous le vent » qui guide le niveau de précipitation.
L’embouchure a été totalement artificialisée par la main de l’Homme, notamment dans le cadre des activités de pêche aux bichiques dont la technique impose la mise en place de canaux multiples sans cesse remaniés au gré des grandes marées de vives-eaux et des crues. De ce fait, on observe une mosaïque d’habitats naturels plus ou moins originaux dégradés et présentant des séquences intéressantes sur certains espaces. 
Dans la continuité des berges et des plages de galets, une végétation dégradée composée de fourrés exotiques à Schinus terebinthifolius, Casuarina equisetifolia et Panicum maximum prend place lorsque les terrasses alluvionnaires ont pu se constituer et se stabiliser. Ces taxons exotiques à caractère envahissant réalisent également la transition écologique entre les nombreux îlots créés par les canaux à bichiques, avec des interfaces de végétation immergée, majoritairement représentés par Panicum maximum.
Les formations végétales originelles, lesquelles ne subsistent que sous forme de lambeaux pour les milieux de basse altitude, ont progressivement été remplacées par des formations « secondaires » composées d’espèces exotiques introduites.

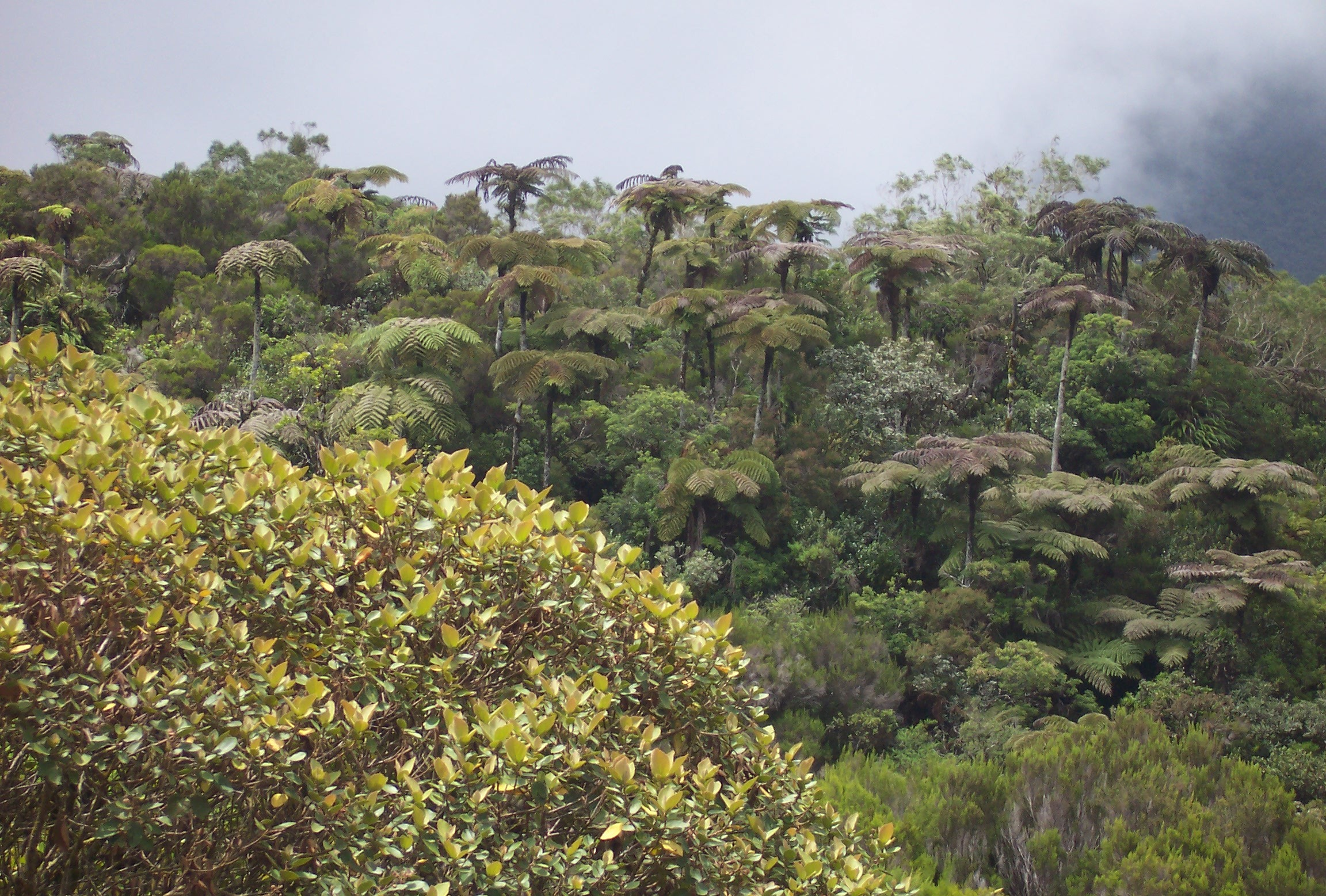
forêt de Bébour.

L’embouchure de la rivière est largement colonisée par des espèces exotiques adaptées à ces conditions climatiques, hygrométriques et de salinité. Les plus courantes sont : le Fataque (Panicum maximum), le Faux Poivrier (Schinus terebinthifolius), le bambou (Bambusa vulgaris), le Jambrosade (Syzygium jambos), l'Avocat marron (Litsea glutinosa), le Galabert (Lantana camara) et le Longose jaune vanille (Hedychium flavescens).
En partie haute, la rivière des Marsouins traverse principalement des forêts de bois de couleurs dans un état de conservation parfois exceptionnel (forêt de Bébour).

#### Faune
La faune indigène typiquement aquatique est présente avec le Butor (Butorides striatus) et la Poule d’eau (Gallinula chloropus). Ces deux espèces se reproduisent dans les différentes zones humides liées au lit de la rivière et utilisent également les berges à proximité. Des Paille-en-Queue, Phaeton lepturus, sont également observables en vol sur le site, potentiellement avec une démarche d’alimentation dans la rivière (crustacés, petits poissons). La Poule d’Eau a été contactée dans l’embouchure de la rivière en amont direct des canaux à bichiques. Elle vit généralement solitaire et se nourrit d’insectes, de gastéropodes et de végétaux qu’elle picore sur les rives ou dans les plantes aquatiques immergées.
Les zones de savanes arbustives, notamment composées de graminées abritent essentiellement des petits passereaux granivores (Bec rose, Cardinal, Bellier), mais aussi des Tourterelles pays. 
Les espèces favorisées par la présence de l’homme sont notamment le Moineau domestique et Cardinal. Les zones, qui bordent les secteurs habités, offrent une plus grande hétérogénéité structurale de la végétation, ce qui favorise l’ensemble des espèces des peuplements de savane. La présence de l’homme apporte des sources alimentaires supplémentaires, utilisées par certaines espèces : toutes les espèces granivores (dont les Ramiers), mais aussi les espèces frugivores (ex : Merle de Maurice).
La structure de la végétation composée de strates herbacées, mais aussi arbustives voire arborées favorise l’installation des oiseaux. Outre la présence des espèces exotiques (Martin, Cardinal, Bellier, Moineau, etc.), on y note la présence supplémentaire d’espèces indigènes/endémiques : Salangane, Tourterelle Malgache, Oiseau Blanc.
D'autres espèces sont présentes sur les berges notamment des mammifères (chauves souris), des reptiles et amphibiens  (le Caméléon, l'Agame, le Crapaud commun, le Geckos, le Margouillat) et des insectes. 

### Aquatique
L’ensemble des investigations menées sur la rivière des Marsouins sur sa partie avale a permis d’inventorier 15 espèces piscicoles (10 poissons, 5 macro-crustacés). Ce cours d’eau est par conséquent, l’un des plus riches parmi les rivières réunionnaises en matière de macrofaune aquatique. 
Le peuplement de poissons du cours aval de la rivière des Marsouins est dominé par les deux espèces de cabots bouche ronde : S. lagocephalus et C acutipinnis. Ces deux espèces, et plus particulièrement S. lagocephalus, dominent les peuplements de poissons des cours d'eau à l'échelle de l'île. Pour S. lagocephalus, principale espèce exploitée dans le cadre de la pêche des bichiques, la densité observée sur la station aval est également très forte à l'échelle des peuplements de l'île. 
La troisième espèce dominante du peuplement est l'anguille marbrée A. marmorata. Observée lors de chaque inventaire, son abondance est bien en dessous de celle observée chez les bouches rondes. À l'échelle de l'île, la population de A. marmorata de la rivière des Marsouins est une des plus importantes : plus de 10 individus pour 100 m2 sur la période 2000-2008 (hors 2002). 
Les autres espèces de poissons sont présentes en beaucoup plus faibles proportions dans les inventaires du Réseau Piscicole (faibles densités voire absence lors de certains inventaires).

## Influence humaine
La rivière des Marsouins est traversée cinq fois le long de son cours : deux fois par des sentiers de randonnée pédestre (le GR R1 à proximité du gîte de la caverne Dufour et le sentier de la Rivière) et trois fois par des routes (un pont la franchit sur la route forestière de Bébour-Bélouve, puis deux autres à Saint-Benoît).

### Pont de la Rivière des Marsouins
Le second franchissement par route se fait par la RN2 sur un pont en béton de 115 mètres de long. L’ouvrage a la particularité d’avoir été construit en 1972 sur les appuis restants d’un ancien pont CFR (Chemin de Fer Réunionnais, abandonné en 1975) en ajoutant deux autres piles. Le pont franchit la rivière des Marsouins dans sa partie aval environ un kilomètre avant son débouché dans l’Océan Indien. La rivière dessine un méandre en amont de la RN 2, favorisant la formation d’îlots. Naturellement hautes, les berges forment une falaise de part et d’autre de ce pont.

#### Histoire
C'est en 1815 qu'un pont, le second de la colonie, fut construit sur la rivière en amont de l'ouvrage actuel du centre-ville, là où se trouve une stèle en forme pyramidale qui a perdu ses plaques mais qui perpétue ce souvenir. On y accède par l'ancien chemin qui passe derrière l'église et qui se nomme aujourd'hui « Rue Montfleury ». Ce premier pont fut démoli par arrêté de 1837.
Le pont métallique inauguré par J-B.Lougnon, Gouverneur par intérim, en 1886, fut démoli au mois de septembre 1976 et le nouvel ouvrage en béton précontraint a été livré à la circulation dans le courant du premier trimestre 1977.
Le terrain de football de l'îlet se trouve à l'emplacement de l'ancienne place d'Armes. À l'époque, la rivière se divisait en deux bras qui étaient franchis au moyen de deux pont construit en 1934 et le poste de milice se trouvait entre les deux.

### Endiguement

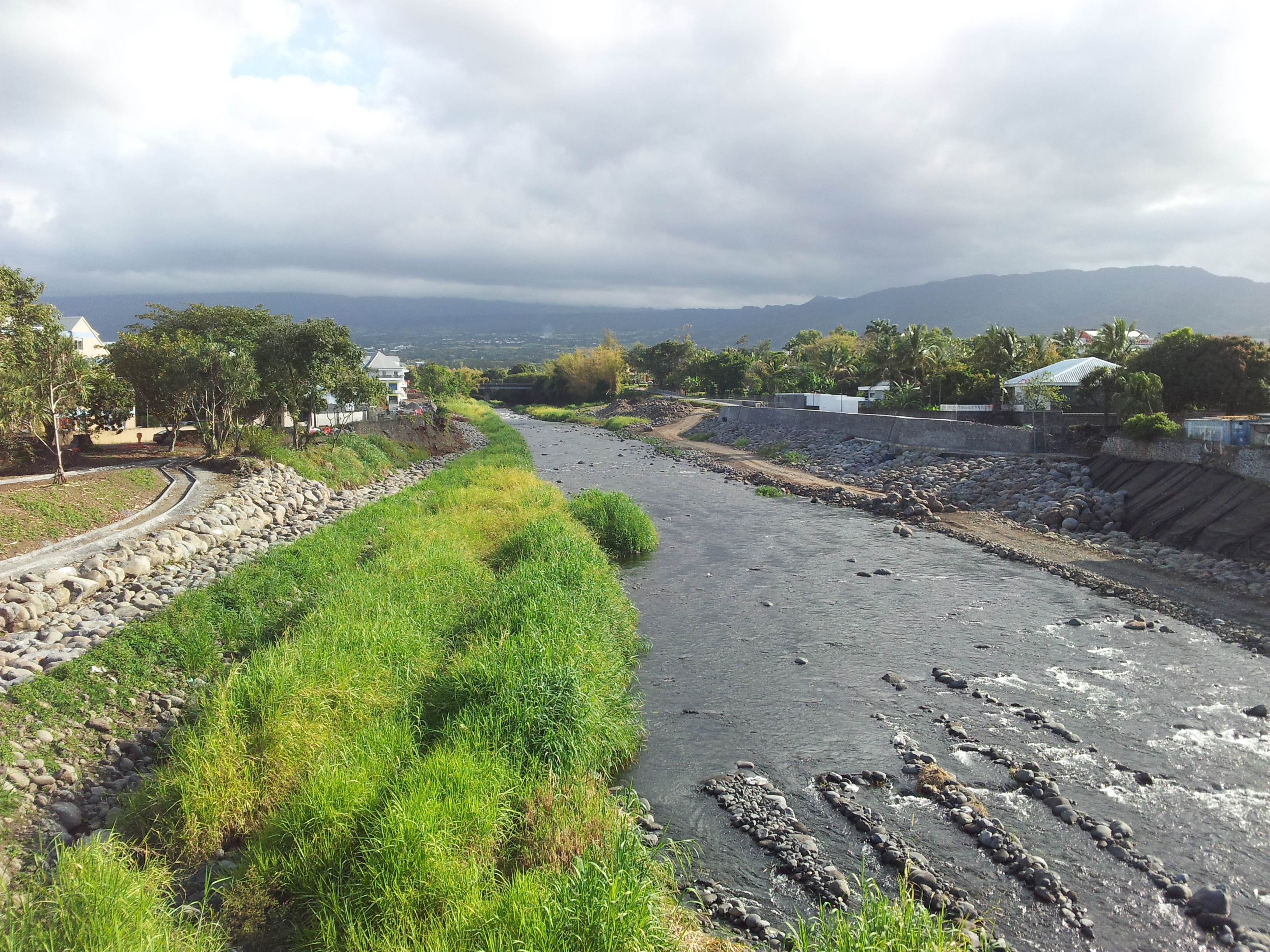
Rivière des Marsouins en ville de Saint-Benoît lors des travaux d'endiguement.

La rivière des Marsouins présente déjà un caractère endigué avec des ouvrages de protection des rives (digues et murs, plus ou moins en bon état) bâtis sur des alluvions instables, et des ouvrages de franchissements (2 ponts), soumis ponctuellement à des affouillements au niveau de leur pied. Un renforcement de l'endiguement est prévue afin de lutter contre les crues au centre-ville de Saint-Benoît.Les travaux débutèrent en juillet 2013.

#### Historique de l'aménagement de la rivière des Marsouins
En 1815, Saint-Benoît devient commune, limitée à la rivière de l'Est. Sainte-Rose est détachée de Saint-Benoît. Un terrible incendie, en 1950, ravage le centre-ville. La ville est peu à peu reconstruite avec dans les années 1960, la maternité, le nouvel hôtel de ville et le lycée. Les années 1980 sont marquées par un développement important de la commune, tant au niveau de l'habitat que du commerce et de l'industrie. De commune rurale Saint-Benoît, sous préfecture depuis 1968, devient donc une commune urbaine, bien que les terres agricoles y soient encore importantes. La commune de Saint Benoit a engagé depuis de nombreuses années des études de diagnostic du fonctionnement de la rivière des Marsouins. En 1967, la commune de Saint-Benoît, engage les 1ers travaux d’endiguements de la rivière des Marsouins. Ces travaux consistent en la construction des digues rive gauche et droite. En 1968, une 2e tranche de travaux est engagée avec le prolongement de la digue jusqu’au rivage et le terrassement du lit de la rivière des Marsouins. Puis, la rivière des Marsouins a été endiguée en 1982 (4e RSMA) sur le centre-ville : du pont actuel de la route nationale à l’océan. Les évènements cycloniques qui ont touché Saint Benoit depuis 1982 ont fragilisé cet aménagement (destruction partielle de digue, affouillements, dégradations), mettant en danger la population du centre de Saint Benoît. En amont de l’endiguement, la rivière connait un lit entaillé dans les pentes du massif du Piton des Neiges. Cependant, avant d’être vraiment contrainte entre deux remparts, la rivière a permis la création d’un ilet aujourd’hui habité par environ 200 personnes : l’ilet Danclas ou « Ilet Coco ». Cet ilet n’est protégé des inondations que par son élévation par rapport au lit principal de la rivière (au nord), et son lit secondaire (au sud). Il est relié à la rive droite de la rivière par deux radiers submersibles. Lors de crues fréquentes, les radiers sont submergés et l’accès à l’ilet est alors impossible (environ 3 fois par an). Une crue importante de la rivière des Marsouins, quant à elle, menace directement les habitations de cet ilet. On peut noter également de récents petits travaux : une action de curage du lit en amont du pont RN2 en 2008 et la mise en place d’enrochement libre en rive gauche au niveau du pont RN2 et au niveau de la pile de pont de la RN2.

### Pêche

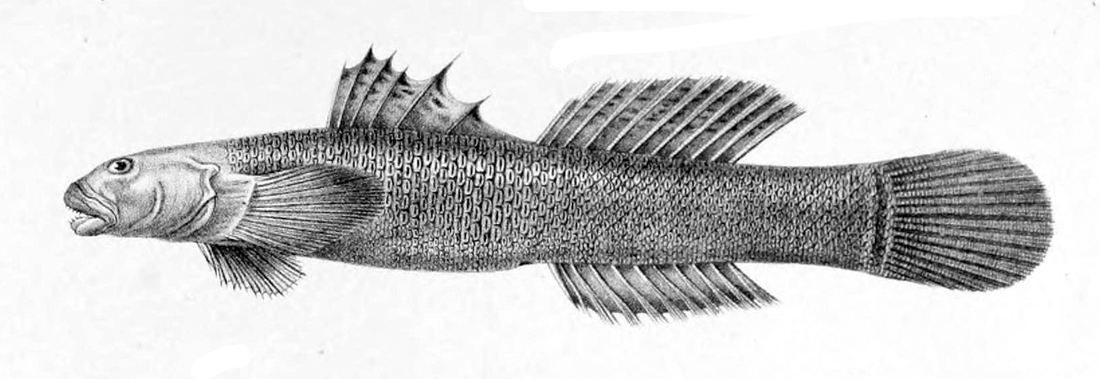
L'alevin du Cabot tête ronde est un bichique.

Le cours moyen et inférieur de la rivière des Marsouins est très poissonneux. Dans les années quarante, l'ONF procéda à de nombreuses introductions de truite arc-en-ciel dans la région de Takamaka. Celles-ci, se reproduisant très rapidement, peuplèrent la totalité du cours moyen et se propagèrent vers l'aval tout en développant une forme d'endémisme. Néanmoins, l'accès aux sites de pêche dans la vallée de Takamaka reste très difficile. 
En partie basse, sur une centaine de mètres, la pêche bichique sur la rivière des Marsouins est très développée, elle se pratique sur les deux bras de la zone d’embouchure : le grand bras (rive gauche) et le petit bras (rive droite). La pêche s’effectue en canaux sur les deux bras, mais également à l’aide de dispositifs appelés "Parcs" et disposés en rive.

### Loisir
Le cours moyen de la rivière des Marsouins est un haut lieu de canyoning à la Réunion. Les deux canyons principaux - Takamaka 1 (de Bébour au barrage des Hirondelles) et Takamaka 3 (du barrage de Gingembre à la centrale) sont parmi les plus techniques de l'île. D'autres canyons sont aussi accessibles dans la région comme le Bras Magasin et certains interdits par arrêté préfectoral comme la canyon de Takamaka 2. En partie basse, la rivière des Marsouins est l'exutoire de trois parcours de canyoning : le canyon de Bras Sec, le canyon Dudu et le canyon des Gendarmes. 
Des parcours de canoë kayak, rafting et kanoraft , sont proposés quand le niveau de l’eau le permet, principalement entre le bassin de l'Angelus et l’embouchure, la partie entre l'usine EDF et la Passe à Jacques étant plutôt réservée à des sportifs confirmés. Cette activité est sans doute, aujourd’hui, celle qui permet de découvrir le mieux la richesse et les paysages de la rivière des Marsouins.  Le Kayak Club Takamaka, la principale association sportive dont les activités se déroulent sur le site du Bassin Mangues à Bras-Canot, est présente dans la zone. Il a remporté 11 fois le titre de champion de La Réunion de kayak-polo sur 13 ans d'existence. Il fut également champion de France de kayak-polo en nationale 3 en 2001, et vice-champion de France de N2 en 2003, et fut le premier club de l'île a accéder en Nationale 1 en 2004, toute discipline confondue. Il utilise des kayak polo de marque Adrio en fabrication olympique et des pagaies double dutch kinetic.
Les nombreux bassins situés en partie basse attirent en nombre les bénédictins en fin de semaine. Les plus fréquentés sont le bassin de l'Église et le bassin Mangue. Le lieu-dit Bethléem devient, le weekend, un haut lieu du pique-nique réunionnais, cela s'explique à la facilité d'accès à la rivière et à la beauté du site. 

## Dans la littérature
Le fleuve est évoqué dès les premières lignes du texte littéraire de Théodore Pavie paru dans la Revue des deux Mondes le 1er avril 1845 sous le titre « Une Chasse aux nègres-marrons ». Le narrateur et les personnages qui l'accompagnent dans une herborisation s'installent dans une grotte située « à l'endroit où se joignent deux petits ruisseaux qui donnent naissance à la rivière des Marsouins » après en avoir délogé un esclave vagabond en faisant feu. Ils y passent la nuit à écouter leur guide leur raconter une chasse aux marrons à la plaine des Palmistes et la tentative de fuite en pirogue de leur chef d'origine malgache, Quinola. Finalement, il s'avère que le guide tient la seconde partie de son histoire du fuyard qu'il a fait déguerpir de la grotte d'un coup de fusil. Auparavant, la rivière est décrite par le narrateur comme « l'une des plus larges et des plus limpides de toutes celles dont les eaux capricieuses arrosent l'île Bourbon », Bourbon étant le nom de La Réunion à l'époque.